# Johannes Philippus de Lignamine
Johannes Philippus de Lignamine (Messine, 1420 – date de mort inconnue) a été le premier imprimeur-éditeur italien après l'introduction en Europe de l'imprimerie typographique à caractères métalliques mobiles.

## Biographie
Lignamine a également été le troisième imprimeur à Rome, après les deux moines Konrad Sweynheim et Pannartz Arnold, qui avaient transféré leur activité de Subiaco dans la capitale.

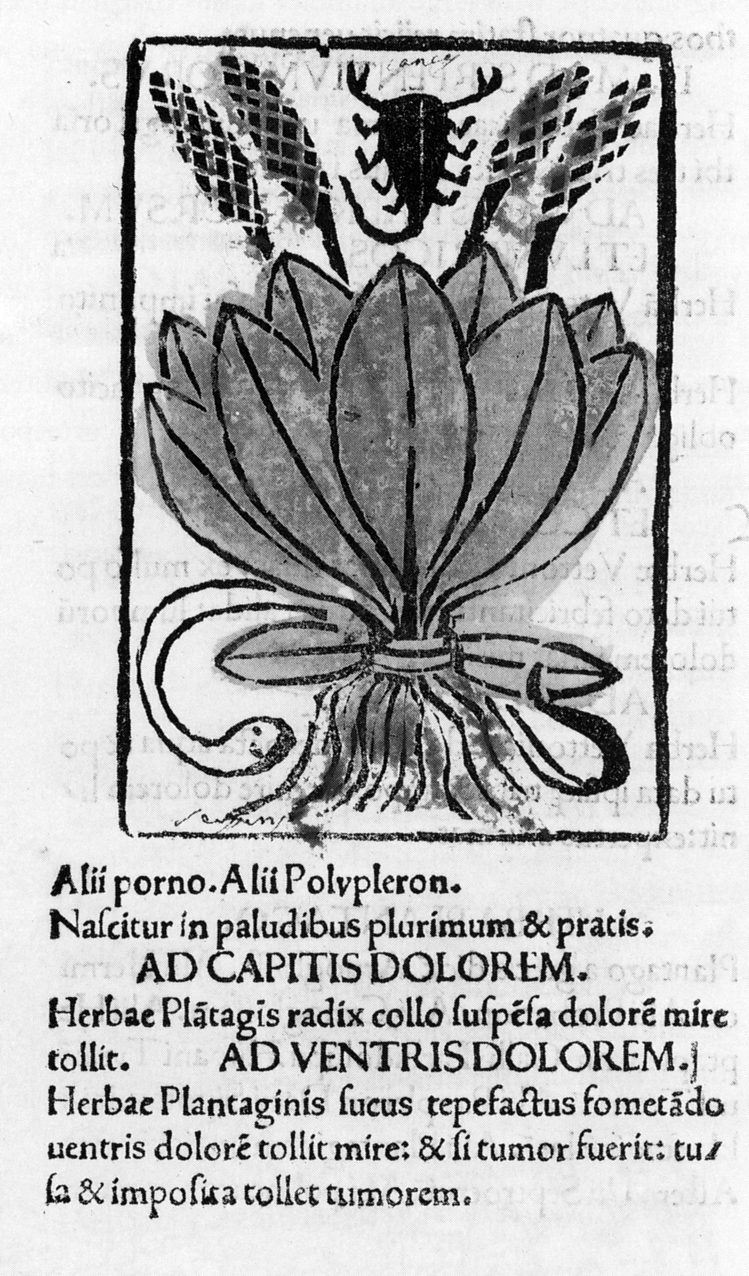
Le plantain, illustration pour le livre de Sextus Apuleius Barbarus (dit le Pseudo-Apulée)

Il est connu en particulier pour la publication, en 1481, de l'Herbarius du Pseudo-Apulée, le premier incunable illustré de botanique. Sa réputation repose aussi sur une biographie de Ferdinand Ier d'Aragon en forme d'éloge épidictique, couvrant la période entre sa naissance et l'année 1472. On doit l'importance de ce travail au fait que l'auteur a eu une étroite familiarité et une connaissance personnelle du souverain aragonais, depuis les années d'enfance, lorsque les deux enfants ont été formés à la cour aragonaise de Naples par le même précepteur, Antonio Beccadelli dit Panormita. Il était également un ami de Francesco della Rovere, le futur Sixte IV.
Alors que l'Italie a été le premier pays à utiliser les nouvelles techniques d'impression de Johannes Gutenberg, elle fut également le premier pays où le monopole allemand de l'industrie de l'imprimerie fut perdu : le 3 août 1470, l'Institutio oratoria de Quintilien (30–96) fut composé sur une presse italienne exploitée par Johannes Philippus de Lignamine. Cette première édition, éditée par Giovanni Antonio Campani, était fondée sur une mauvaise copie du manuscrit trouvé par Poggio Bracciolini.
On lui doit également la publication des Opuscula d'Horace, des trois livres De officiis de saint Ambroise et des Sermones et Epistolae de saint Léon le Grand, ainsi que les Vie des douze Césars de Suétone et l'édition princeps de l'Institutio oratoria de Quintilien. 